# 韩国动画
韓國動畫（韓語：애니）在1960年代之前只存在於商業廣告中。由動畫師鄭道斌、韓成學和朴英日製作的《螞蟻與蚱蜢》是韓國第一部獨立動畫電影。2003年，小企鹅宝露露（뽀롱뽀롱뽀로로）在EBS播出，成為韓國動畫角色的新代表。宝露露一共在全球127個國家播出，是第一部直接與華特迪士尼動畫工作室簽約的韓國國產動畫 。
2014年韓國動畫銷售額約5200億韓元，出口額約1.1億美元。2013年，韓國動畫市場佔全球動畫市場的4.5%，位居美國、日本、中國和澳大利亞之後的第五位。